# Léon Spilliaert
Léon Spilliaert (Ostenda, 28 luglio 1881 – Bruxelles, 23 novembre 1946) è stato un pittore belga.

## Biografia
Spilliaert nacque a Ostenda nel 1881. Maggiore di sette fratelli, egli era figlio di un profumiere di nome Léonard-Hubert Spilliaert, e sua moglie Léonie (nata Jonckheere). Spilliaert si appassionò di arte e disegno quando era un bambino e imparò a disegnare e dipingere da autodidatta realizzando numerosi disegni raffiguranti scene di vita ordinaria e paesaggi della campagna belga. All'età di ventuno anni, Spilliaert si trasferì a Bruxelles, ove iniziò a lavorare come illustratore per Edmond Deman, editore che pubblicava molti romanzi di autori simbolisti come Edgar Allan Poe. Nel 1922, Spilliaert divenne Cavaliere dell'Ordine della Corona. Spilliaert trascorse un'esistenza appartata e segnata da vari problemi di salute, e morì a Bruxelles il 23 novembre 1946.

## Stile e tecnica

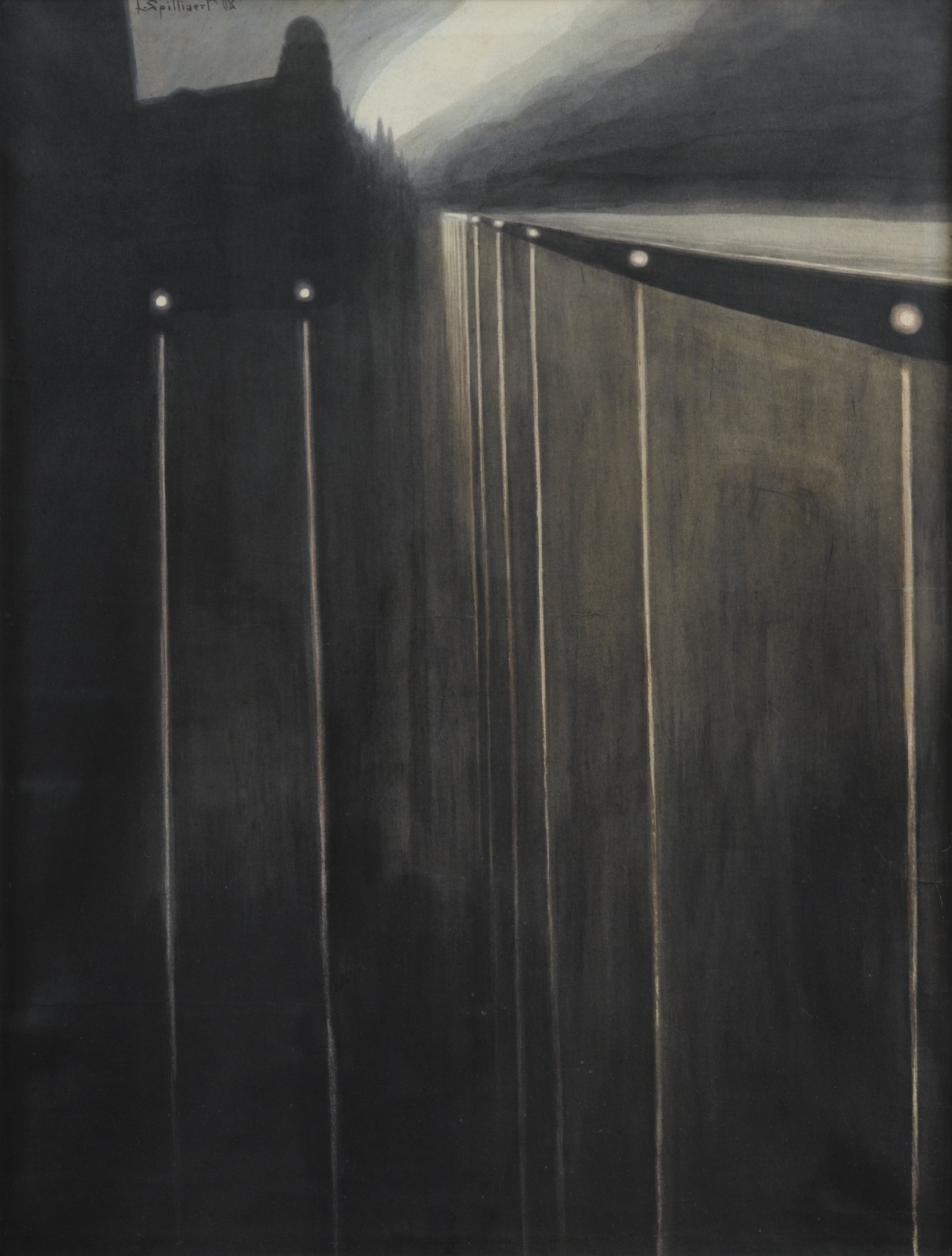
Digue d'Ostende aux réverbères (1908)

Léon Spilliaert realizzava paesaggi o autoritratti monocromatici dominati da atmosfere tristi, opprimenti e oniriche che seguono i dettami dell'espressionismo e del simbolismo. Molte delle sue immagini sono realizzate utilizzando diverse tecniche contemporaneamente fra cui guazzo, pastello e carboncino. L'artista utilizza spesso il colore nero per mettere in risalto i suoi stati d'animo seguendo la scia di espressionisti come Odilon Redon, una delle sue maggiori fonti d'ispirazione. Spilliaert si lasciò ispirare anche da Edgar Allan Poe e Nietzsche.
Fra il 1902 e il 1909, Spilliaert si concentrò sulla creazione di autoritratti di natura introspettiva e psicologica. Il suo Portrait de l'artiste par lui-màme del 1903, ad esempio, è un'auto-presentazione drammatica ove l'artista è raffigurato assieme ad alcune figure spettrali che fanno capolino sullo sfondo della composizione.
Degni di nota sono anche i suoi pastelli, fra cui Digue la nuit (1908) e Clair de Lune et Lumières (ca. 1909), entrambi esposti al Musée d'Orsay di Parigi. In Digue la nuit, il pittore rimuove tutte le caratteristiche naturalistiche del paesaggio raffigurato nell'immagine e crea una stilizzazione in cui la struttura degli edifici, che funge da modello, viene ridisegnata per diventare lo specchio di uno stato d'animo. Il paesaggio che si viene a creare suggerisce un senso di solitudine, mistero e allucinazione. Invece, in Clair de Lune et Lumières il colonnato e i portici di fronte all'entrata della sala da ballo del kursaal (un edificio che si trovava nelle vicinanze della diga di Ostenda e che verrà distrutto durante la seconda guerra mondiale), costituiscono un paesaggio urbano che l'artista usa per ritrarre il senso di inquietudine e straniamento causato dagli edifici di notte quando sono illuminati dalle luci artificiali. Grazie ai suoi connotati cosmici e metafisici, così come alla sua somiglianza con la celebre Notte stellata, l'opera rivela l'influenza di Van Gogh.
Durante la sua ultima parte di carriera, Spilliaert raffigurò anche numerosi paesaggi marini.